# Dana Vollmer
Dana Denise Vollmer (født 13.november 1987 i Syracuse, USA) er en amerikansk svømmer. Hun blev olympisk mester på 100 meter butterfly ved Sommer-OL 2012 i London, hvor hun også satte ny verdensrekord på distancen.
Ved Sommer-OL i Athen i 2004 var hun med på det amerikanske hold, som vandt guld på 4×200 meter fri.
Hun blev verdensmester på 100 meter butterfly i verdensmesterskabet i svømning i 2011. Hun vandt også guld med det amerikanske hold på 4×100-meter medley og sølv på 4×100-meter fri.